# 南滩古城
南滩古城，位于中国青海省西宁市城中区，为第五批青海省文物保护单位，公布日期为1988年9月15日，类型为古遗址。
南滩古城的历史年代为明。